# Salvatore Provino
Salvatore Provino (Bagheria, 4 giugno 1943) è un pittore italiano.

## Biografia
Nato a Bagheria (Palermo) il 4 giugno 1943, giovanissimo si trasferisce a Roma dove frequenta lo studio del suo concittadino Renato Guttuso. Nel 1964, a soli 21 anni, la Galleria Consorti di Roma gli organizza la sua prima mostra personale che rievoca i luoghi della sua infanzia.
I luoghi natali, i volti dei contadini scavati dalle rughe del tempo e dal duro lavoro, la campagna con i colori del dramma e della tragedia che rimanda alla cultura greca antica, influenzano profondamente la sua formazione artistica.
Alla fine degli anni ‘60 la sua pittura si avvicina alla sensibilità di quella inglese e in particolare di Francis Bacon. Si tratta del periodo figurativo in cui l'artista risente anche di influenze Sironiane e predilige soggetti che affrontano attraverso la drammaticità della figura umana le difficili condizioni esistenziali di un'intera classe sociale alle prese con gli effetti del processo di industrializzazione e di sfruttamento dell'uomo.
Nel 1974 l'artista, a seguito di ripetuti incontri con il matematico-filosofo Lucio Lombardo Radice, attinge alla teoria di Lobacevskij circa la sfericità del corpo e la geometria intesa come struttura dello spazio fisico. La geometria diviene sferica, le strutture sembrano levitare, le forme dinamiche, in una ricerca concettuale dove la matematica assomiglia sempre di più all'arte per l'essenza intuitiva e creativa come origine di ogni percorso teorico ed empirico.
Nel 1979 un viaggio in Perù porta Provino a vivere nella sua pittura una straordinaria dialettica tra le geometrie e la filosofia, tra il visibile e l'invisibile. 
Si inaugura dunque quello che può essere considerato a tutti gli effetti il periodo della piena maturità dove la pittura fatta di materia e colore diviene lo strumento principe per sviscerare quella ricerca espressiva di un mondo dinamico e infinito, attraverso la maniacalità dell'esecuzione pittorica e la gestualità del segno trova la strada per interpretare quello che lo spazio fisico della tela non consentirebbe. 

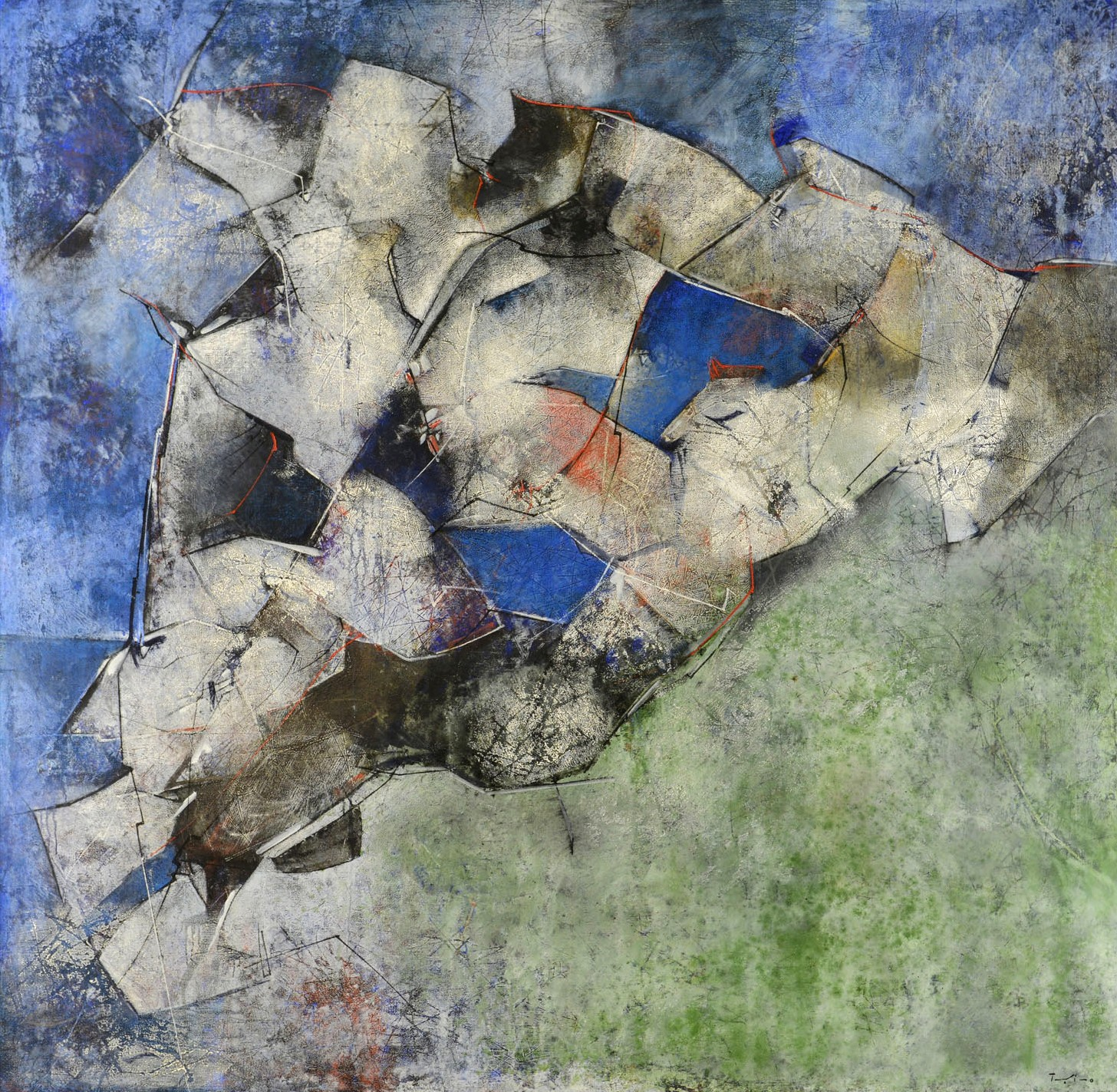
In fondo a Capo Zafferano, 1991. Olio su tela, 200 cm x 200 cm.

Nel 1986 è chiamato per “chiara fama” alla cattedra di pittura dell'Accademia di Belle Arti di Palermo, per poi passare all'Università di Napoli.
A partire dagli anni ‘90 si succedono mostre personali in importanti spazi pubblici nazionali alternate da prestigiose esposizioni di caratura internazionale: tanto per citarne alcune Il Palazzo dei Diamanti di Ferrara, il Palazzo delle Esposizioni di Roma, Castel dell’Ovo a Napoli, Cervia ai Magazzini del Sale.
Nel 2002 espone come primo artista occidentale nel Museo Nazionale di Storia Cinese a Pechino e successivamente nei musei più importanti delle città di Shenzhen, Shenyang, Canton, Shanghai, Hong Kong e Changshu. Inizia così una decade di mostre internazionali che lo porteranno dalla Grecia agli Stati Uniti e dalla Bulgaria all'Argentina tornando periodicamente ad esporre nella sua Sicilia.

## Mostre Personali
1964
- Roma. Galleria Consorti.

1966
- Roma. Galleria Il Girasole.

1967
- Roma. Galleria Il Vertice.
- Palermo. Galleria L'Incontro.
- Ragusa. Galleria Sud-Sudest.

1968
- Tripoli (Libia). Galleria Leyla Tohdemir Khalil.

1969
- Roma. San Lorenzo.
- Bari. Galleria La Bussola.

1970
- Milano. Galleria Ciovasso.
- Bagheria (Pa). Galleria il Nibbio.

1971
- Roma. Galleria Molino.
- Reggio Calabria. Galleria La Vernice.
- Bagheria (Pa). Galleria Valguarnera”.

1972
- Milano. Galleria Ciovasso.
- Bagheria (Pa). Galleria Il Nibbio.
- Roma. Galleria La Nuova Pesa.
- Teramo. Galleria G4.

1973
- Napoli. Ritmo della città. Galleria Schettini.

1974
- Roma. Galleria Cà d'Oro.

1975
- Roma. Galleria Il Giornale di Roma.
- Venezia. Galleria Numero di Fiamma Vigo.
- Firenze. Galleria Giorgi.
- Porto Potenza Picena (Mc). Galleria La Margherita.

1976
- Orvieto. Galleria Maitani.
- Taranto. Galleria In Primo Piano.
- Rieti. Galleria Numero Uno.
- Palermo. Galleria La Robinia.

1977
- Cortona. Galleria Arcaini.
- Roma. Galleria Nuovo Carpine.

1978
- Bagheria (Pa). Galleria Il Poliedro.
- Arezzo. Galleria Comunale d'Arte Contemporanea Palazzo Guillichini.

1979
- Ferrara. Palazzo dei Diamanti.
- Bologna. Galleria Quartirolo.
- Orvieto. Palazzo dei Papi.

1980
- Roma. Galleria Cà d'Oro.
- Roma. Galleria Carte Segrete.
- Palermo. Galleria La Tavolozza.
- Catania. Galleria Arte Club.
- Spoleto (Pg). Galleria Internazionale Fontana Arte.

1981
- Reggio Calabria. Galleria Il Messaggero.
- Porto Potenza Picena (Mc). Galleria La Margherita.

1982
- Latina. Galleria La Colomba.

1984
- Roma. Galleria La Gradiva.

1985
- Roma. Galleria MR.

1986
- Padova. Galleria La Chiocciola.
- Stoccolma (Svezia). Galleria Art Atrium.

1987
- Boston (USA). Galleria Irmtraud Ann-Thiel.
- Nizza (Francia). Art Jonction International.

1988
- Bagheria (Pa). Galleria Artecontemporanea.

1989
- Vercelli. Meeting Art.
- Orvieto. Palazzo Netti.
- Roma. Opere 1979-1989. Ministero dei beni culturali e ambientali, Complesso Monumentale San Michele a Ripa.

1990
- Los Angeles (USA). Galleria Ashkenazy Galleries.
- Macerata. Pinacoteca e Musei Comunali.

1991
- Bagheria (Pa). Opere dal 1963-1991. Galleria Comunale d'Arte Moderna e Contemporanea.
- Roma. Terra. Palazzo delle Esposizioni.
- Palermo. Studio 71.

1995
- Vercelli. Meeting Art.
- Cosenza. Galleria Marano.

1996
- Los Angeles (USA). Galleria Ashkenazy Galleries.

1997
- Cosenza. Galleria Merano.
- Salerno. Galleria Grassi.

1998
- Morlupo (Roma). Galleria Comunale.
- Roma. Anatomia sul corpo della pittura. Galleria Cà d'Oro.
- Boston (USA). Galleria Irmtraud Ann-Thiel.

2000
- Bruxelles (Belgio). Centro culturale italiano.
- Seul (Corea del Sud). Spazio Multimediale Rotunda.
- Palermo. Superfici gassose. Galleria Studio 71.

2001
- Palermo. Fuochi ed altre folgori. Palazzo dei Normanni.
- Salonicco (Grecia). Istituto Italiano di Cultura.

2002
- Cavaso del Tomba (Tv). Asalo Golf Club.
- Portobuffolé (Tv). Casa di Gaia Da Camino.
- Milano. Sussurri / Fragori. Palazzo del Senato, Archivio di Stato.
- Shenyang (Cina). Palazzo dell'Università.
- Pechino (Cina). Museo Nazionale della Storia Cinese (primo artista occidentale ad esporre in questo museo).
- Catania. Opere 1978-2002. Castello Ursino.

2003
- Foggia. Museo Palazzetto dell'Arte.
- Taormina (Me). Palazzo Duci di Santo Stefano.
- Napoli. Sedimenti della materia. Castel dell'Ovo.
- Sofia (Bulgaria). Galleria Sredets.

2004
- Monticello Conte Otto (Vi). Galleria Sante Moretto Arte Contemporanea.
- Madrid. Galleria “Artemix”.
- Cervia. Sedimenti della materia. Magazzini del sale.
- Varna (Bulgaria). Galleria d'Arte Civica.
- Plovdin (Bulgaria). Galleria d'Arte Civica.
- Botevgrad (Bulgaria). Galleria d'Arte del Museo Storico.
- Russe (Bulgaria). Galleria d'Arte Civica.
- Chiustendil (Bulgaria). Galleria d'arte Vladimir Dimitrov.
- Pleven (Bulgaria). Galleria d'arte Ilia Bescecov.
- Sofia (Bulgaria). Galleria Sredets.

2005
- Guangzhou (Cina). Guandong Museum of modern Art.
- Shenzhen (Cina). He Xiangning Art museum “Vestiges of space”.
- Forlì. Fiera Contemporanea Collaterale.

2006
- Maribor (Slovenia). Galleria Dlum.
- Changshu (Cina). Changshu Museum Arts.
- Capua (Ce). Stratificazioni. Museo Campano.
- Trabia (Pa). Sedimentazione – natura. Centro sociale Ex Case Sanfilippo.

2007
- Napoli. Fuga dallo sguardo. Castel dell'Ovo.
- Buenos Aires (Argentina). Geometrias del alma. Centro Cultural Borges.
- Roma. Fuga dallo sguardo. Galleria Michelangelo.

2008
- Civitavecchia. La fenice della pittura. Galleria Michelangelo.

2010
- Marino (Roma). Natura e materia. Museo civico “U. Mastroianni”.
- Crotone. Pittoriche anatomie luce e spazio. Galleria d'arte contemporanea “Lucia Messina”.
- Catania. Verticalità. Galleria Brucastudio.

2011
- Palermo. Terra crisalide, anni luce fa. Galleria Mercurio Arte.
- Roma. Opera incisa, l'Evoluzione del segno. Stamperia del Tevere.
- Arcevia (An). Attraversando la vita. AR(t)CEVIA International Art Festival 2011.

2012
- Palermo. Effetti Collaterali. Provincia Regionale di Palermo, Palazzo Sant'Elia.

2013
- Jakarta (Indonesia). Attraversando la natura. Museum Gedung Arsip Nasional

## Mostre Collettive
1964
- Roma. Galleria Il Girasole.

1965
- Roma. Rassegna di Arti Figurative di Roma e Lazio.
- Mantova. Premio Revere.

1966
- Roma. Rassegne Prospettive Uno.

1968
- Bagheria (Pa). Rassegna di Arti Plastiche e Figurative.

1972
- Celano (Aq). III Biennale d'Arte.

1973
- Firenze. Rassegna Aspetti dell'Arte Contemporanea in Italia.
- Chieti. Premio Vasto.

1974
- Rassegna Incontri Silani.

1975
- Roma. Galleria Alzaia.
- Roma. Rassegna Via Condotti.

1976
- Bari. Expò 1ª Edizione.
- Palermo. Rassegna Il Sacro nell'Arte. Palazzo Arcivescovile.

1977
- XX Biennale Premio Alatri. Palazzo Gentili.

1978
- Celano (Aq). II Triennale Europea.

1979
- Acireale (Ct). Rassegna di Pittura. Palazzo comunale.
- San Gemini (Tr). Rassegna di Sculture Lignee.
- Acireale (Ct). Rassegna Omaggio alla Sicilia.

1982
- Perugia. Mostra Nazionale di Pittura.

1985
- Bagheria, Catania, Gibellina. Rassegna Circumnavigazione Due. Galleria Ezio Pagano
- Assisi. L'Isola e Il Segno.

1986
- Sulmona (Aq). XIII Rassegna Nazionale di Pittura.
- Aquila. Triennale Europea di Arte Sacra. Castello Trecentesco.
- Pescara. Biennale Nazionale di Arte Sacra.
- Nizza (Francia). Rassegna Art Jonction International.

1987
- Campobello di Mazara (Tp). Premio Nazionale di Arte Contemporanea.
- Varna (Bulgaria). IV Biennale Internazionale di Varna.
- Stoccolma (Svezia). Arte Fiera Konstmassan.
- Bagheria (Pa). Rassegna Circumnavigazione Galleria Ezio Pagano.
- Sibari (Cs). I Premio Le Città della Magna Grecia.

1988
- Palermo. Rassegna Nazionale di Arte Contemporanea Tota Pulchra.
- Modica. (Rg). Rassegna Ibla Mediterranea.
- Catania. Rassegna di Scultura e Pittura nell'Area Mediterranea.
- Premio Fimis ‘88.
- Roma. Arte contro L'AIDS.

1989
- Roma. Rassegna Presenze Siciliane. Complesso Monumentale San Michele A Ripa.
- Milano. Biennale di Milano.
- Sulmona (Aq). XVII Premio Sulmona.
- S. Flavia (Pa). I Rassegna d'Arte.

1990
- Roma. Art Solidarity.
- Celano. Celano Oggi Memoria d'Arte.

1991
- Trapani. Sicilia Mito e Realtà. Museo Pepoli.
- Roma. Rassegna Arte Roma ‘91. Palazzo dei Congressi.
- Termoli (Cb). Esaedro. Galleria Civica Arte Contemporanea.
- Roma. Rassegna Art Solidarity.
- Palermo. Rassegna Lux Mundi. Albergo delle Povere.
- Siracusa. Rassegna di Arte Sacra.
- Termoli. XXXVI Rassegna. Galleria Civica.

1992
- Vercelli. Meeting Art.
- Roma. Arteroma.

1993
- Roma. Arteroma.
- Erice (Tp). Circuiti d'Acqua. Palazzo dei Militari.

1995
- Civitella Roveto (Aq). Versanti dell'Arte Italiana II Novecento.

1997
- Catania. La Questione Siciliana.
- Modica (Rg). Ibla Mediterranea.
- Seravezza (Lu). Il Girasole Trent'anni dopo.

1998
- Roma, Mostra. L'Isola Dipinta. Palazzo Vittoriano.
- Morlupo (Rm). Palazzo comunale.

1999
- Tindari (Me). Ave Crux. Rassegna Nazionale di Arte Contemporanea.

2000
- Coutances (Francia). Sicilie ile de beautè.

2001
- Teramo. 100 Artisti rispondono al PAPA. Museo Stauròs.
- Canton (Cina). Guangdong Museum of Art.
- Dalian. Settant'anni di carte italiane. Palazzo Belle Arti.
- Pechino. Istituto Italiano di Cultura .
- Buenos Aires. Trazos para una memoria. Incontro della pittura italiana contemporanea.

2002
- Mosca. Generazioni. Galleria Beleyevo.
- Premio Bargellini.
- Roma. Galleria Michelangelo.
- Buenos Aires. Diez Años de Gráfica Italiana.

2004
- Krakowia (Polonia). 70 anni di carte italiane. Galleria Wloskiego, Galleria Krzystofory.
- Orvieto. La galleria Maitani 1967-1989. Galleria Zerotre.
- Roma. Le ombre dei Maestri. Metropolitana di Roma.

2005
- Catania. Percorsi etici. Galleria d'arte moderna e centro culturale “Le Ciminiere”.
- Varna, Russe, Plovdiv (Bulgaria). Da Balla a Scialoja. Mostra itinerante nelle Gallerie Civiche.
- Pleven (Bulgaria). Galleria Civica “Ilia Beshkov“.
- Lovech (Bulgaria). Sala espositiva “Varosha“.
- Sofia (Bulgaria). Unione dei pittori bulgari.
- Albissola Marina (Sv). Arte senza confini. Museo civico d'arte contemporanea.
- Roma. La notte bianca –Imago verba-Visioni e poetiche contemporanee. Galleria Tartaglia arte.
- Palermo. Di sguardi, luoghi. Di ombre. Galleria Ellediarte.
- Forlì. Fiera “Contemporanea“.
- Roma. Matrice primaria. Galleria Michelangelo.
- Loretto (Pennsylvania). Jacob's ladder southern alleghenies museum. VI international biennal regional artists sacred art.
- Ortigia (Sr). Grandi meditazioni per un piccolo formato. Galleria Roma.

2006
- Roma. Rassegna d'arte contemporanea “L'arte di amare l'arte“. Galleria Orsini

2007
- Roma. Primaverile A.R.G.A.M. Museo Venanzio Crocetti.

2008
- Rapallo (Ge). Centro d'Arte Mercurio.

2009
- Agrigento. V edizione ARTE.

2010
- Roma. I Triennale dell'astrattismo e del surreale .
- Formello (Rm). Quattro rotte d'autore. Palazzo Chigi.
- Arcevia. III edizione ArtCevia – International Art Festival.
- Vibo Valentia. Premio internazionale “Limen –Art “.
- Palermo. Novecento sacro in Sicilia.

2011
- Catania. Made in Sicily. Museo Le Ciminiere.
- Catania . “Il Bosco d'Amore” omaggio a Renato Guttuso. Palazzo Valle, Fondazione Puglisi Cosentino.